# راهواي (نيوجيرسي)
راهواي (بالإنجليزية: Rahway city, New Jersey)‏ هي مدينة تقع بولاية نيوجيرسي في الولايات المتحدة. تبلغ مساحتها 10.47 كم2، وترتفع عن سطح البحر 7.010400000000001 م، بلغ عدد سكانها 27,346 نسمة في عام 2010 حسب إحصاء مكتب تعداد الولايات المتحدة وتصل الكثافة السكانية فيها 2,611.8 نسمة لكل كيلومتر مربع (6,764.5/ميل2).

## التركيبة السكانية
حدّد مكتب تعداد الولايات المتحدة بيانات التركيبة السكانية لراهواي في تعداد الولايات المتحدة. في ما يلي، التركيبة السكانية حسب تعدادي 2000 و2010.

### تعداد عام 2000
بلغ عدد سكان راهواي 26,500 نسمة بحسب تعداد عام 2000، وبلغ عدد الأسر 10,028 أسرة وعدد العائلات 6,727 عائلة مقيمة في المدينة. في حين سجلت الكثافة السكانية 2,531 نسمة لكل كيلومتر مربع (6,555.3/ميل2). وبلغ عدد الوحدات السكنية 10,381 وحدة بمتوسط كثافة قدره 991.5 لكل كيلومتر مربع (2,568.0/ميل2).
وتوزع التركيب العرقي للمدينة بنسبة 60.19% من البيض و27.07% من الأمريكيين الأفارقة و0.16% من الأمريكيين الأصليين و3.58% من الأمريكيين ذوي الأصول الآسيوية و0.05% من سكان جزر المحيط الهادئ و5.62% من الأعراق الأخرى و3.33% من عرقين مختلطين أو أكثر و13.87% من الهسبانيون أو اللاتينيون من أي عرق.
بلغ عدد الأسر 10,028 أسرة كانت نسبة 34.4% منها لديها أطفال تحت سن الثامنة عشر تعيش معهم، وبلغت نسبة الأزواج القاطنين مع بعضهم البعض 46.7% من أصل المجموع الكلي للأسر، ونسبة 15.6% من الأسر كان لديها معيلات من الإناث دون وجود شريك، بينما كانت نسبة 4.8% من الأسر لديها معيلون من الذكور دون وجود شريكة وكانت نسبة 32.9% من غير العائلات. تألفت نسبة 28% من أصل جميع الأسر من عدة أفراد يعيشون في نفس المنزل ونسبة 11.7% كانت تتألف من شخص يعيش بمفرده يبلغ من العمر 65 عاماً أو أكثر. وبلغ متوسط حجم الأسرة المعيشية 2.63، أما متوسط حجم العائلات فبلغ 3.24.
بلغ العمر الوسطي للسكان 37.1 عاماً. وكانت نسبة 23.9% من القاطنين تحت سن الثامنة عشر، وكانت نسبة 7.8% بين الثامنة عشر والرابعة والعشرين عاماً، ونسبة 31.9% كانت واقعةً في الفئة العمرية ما بين الخامسة والعشرين والرابعة والأربعين عاماً، ونسبة 21.8% كانت ما بين الخامسة والأربعين والرابعة والستين، ونسبة 14% كانت ضمن فئة الخامسة والستين عاماً فما فوق. يوجد لكل 100 أنثى 91.5 ذكر، ويوجد لكل 100 أنثى في الثامنة عشر من عمرها فما فوق 86.9 ذكر.
بلغ متوسط دخل الأسرة في المدينة 50,729 دولارًا، أما متوسط دخل العائلة فبلغ 61,931 دولارًا. وكان متوسط دخل الذكور 41,047 دولارًا مقابل 32,091 دولارًا للإناث. وسجل دخل الفرد الخاص بالمدينة 22,481 دولارًا. وكانت نسبة 5.4% من العائلات ونسبة 7.1% من السكان تحت خط الفقر، وكان من هؤلاء نسبة 9.8% تحت سن الثامنة عشر ونسبة 8.2% في الخامسة والستين من العمر وما فوق.

### تعداد عام 2010
بلغ عدد سكان راهواي 27,346 نسمة بحسب تعداد عام 2010، وبلغ عدد الأسر 10,533 أسرة وعدد العائلات 6,812 عائلة مقيمة في المدينة. في حين سجلت الكثافة السكانية 2,611.8 نسمة لكل كيلومتر مربع (6,764.5/ميل2). وبلغ عدد الوحدات السكنية 11,300 وحدة بمتوسط كثافة قدره 1,079.3 لكل كيلومتر مربع (2,795.4/ميل2).
وتوزع التركيب العرقي للمدينة بنسبة 52.30% من البيض و30.93% من الأمريكيين الأفارقة و0.31% من الأمريكيين الأصليين و4.30% من الأمريكيين ذوي الأصول الآسيوية و0.02% من سكان جزر المحيط الهادئ و8.37% من الأعراق الأخرى و3.79% من عرقين مختلطين أو أكثر و23.52% من الهسبانيون أو اللاتينيون من أي عرق.
بلغ عدد الأسر 10,533 أسرة كانت نسبة 31.9% منها لديها أطفال تحت سن الثامنة عشر تعيش معهم، وبلغت نسبة الأزواج القاطنين مع بعضهم البعض 42.4% من أصل المجموع الكلي للأسر، ونسبة 16.8% من الأسر كان لديها معيلات من الإناث دون وجود شريك، بينما كانت نسبة 5.5% من الأسر لديها معيلون من الذكور دون وجود شريكة وكانت نسبة 35.3% من غير العائلات. تألفت نسبة 29.5% من أصل جميع الأسر من عدة أفراد يعيشون في نفس المنزل ونسبة 11.2% كانت تتألف من شخص يعيش بمفرده يبلغ من العمر 65 عاماً أو أكثر. وبلغ متوسط حجم الأسرة المعيشية 2.58، أما متوسط حجم العائلات فبلغ 3.23.
بلغ العمر الوسطي للسكان 38.8 عاماً. وكانت نسبة 21.8% من القاطنين تحت سن الثامنة عشر، وكانت نسبة 8.5% بين الثامنة عشر والرابعة والعشرين عاماً، ونسبة 28.6% كانت واقعةً في الفئة العمرية ما بين الخامسة والعشرين والرابعة والأربعين عاماً، ونسبة 27.5% كانت ما بين الخامسة والأربعين والرابعة والستين، ونسبة 13.5% كانت ضمن فئة الخامسة والستين عاماً فما فوق. وتوزع التركيب الجنسي للسكان بنسبة 47.7% ذكور و52.3% إناث.

## وصلات خارجية
- الموقع الرسمي